# Alexandre de Bucy
Pour les articles homonymes, voir de Bucy.
Alexandre de Bucy, né le 11 août 1970 à Neuilly-sur-Seine, est un prélat catholique français, évêque d'Agen depuis le 22 mai 2024.

## Biographie
Issu d'une ancienne famille de la noblesse d'extraction, Alexandre de Bucy est né le 11 août 1970 à Neuilly-sur-Seine dans le diocèse de Nanterre.
Il fait successivement ses études au Séminaire français de Rome, à l'université pontificale grégorienne, et à l'institut de patristique Augustinianum.
Il est ordonné prêtre le 29 juin 1997 pour le diocèse de Versailles.
Envoyé successivement dans plusieurs paroisses, il réalise ensuite une mission fidei donum au Mali puis est envoyé dans le diocèse de Pontoise.
Le pape François le nomme évêque d'Agen le 22 mai 2024, il succède à Hubert Herbreteau atteint par la limite d’âge imposée par le droit canonique (75 ans).
Il est ordonné et installé le 1er septembre 2024, en la cathédrale Saint-Caprais d'Agen et reçoit la consécration épiscopale des mains de Jean-Paul James, archevêque métropolitain de Bordeaux et Bazas, assisté d'Hubert Herbreteau, évêque émérite d'Agen et de Luc Crepy, évêque de Versailles.